# Iuventa Michalovce
Iuventa Michalovce; słowacki klub piłki ręcznej kobiet powstały w 1976 z siedzibą w Michalovcach. Klub występuje w rozgrywkach slowackiej ekstraklasy od sezonu 1993/94 i we wspólnej Ligi Czesko-Słowackiej WHIL od jej ustanowienia w sezonu 2002/03.

## Sukcesy

### krajowe
- Mistrzostwa Słowacji:
  -  2003, 2006, 2007, 2011, 2012, 2013
  -  2005, 2009, 2010
- Puchar Słowacji:
  -  2003, 2008, 2011, 2013